# JaBee Tower
Der JaBee Tower ist ein 100 Meter hohes Hochhaus mit 32 Stockwerken in Dübendorf im Kanton Zürich. Bis zur Fertigstellung des Bäre-Towers in Ostermundigen im Jahr 2022 war der JaBee Tower das höchste Wohngebäude der Schweiz.
Der Turm steht im Quartier Hochbord neben dem Bahnhof Stettbach.
Charakteristisch für den Bau sind sein elliptischer Grundriss und das Dach in Form einer abgeschrägten Spitze, welche nachts durch ein umlaufendes Lichtband beleuchtet wird.